# 江汉行政区
江汉行政区或称江汉地区，当时称江汉区，是江汉行政公署辖区，隶属于中原行政区。与江汉解放区重叠。
1947年12月，国军的重点进攻策略失败，解放军由防御转为进攻。在此背景下，中共中央中原局决定组建中共江汉区委员会，领导开辟江汉解放区的战略任务，同时成立江汉行政公署和江汉军区。郑绍文任江汉行政公署主任、华夫任副主任。江汉行政区由此成立，或称江汉地区。
1949年5月12日，中共江汉区党委、江汉区行政公署、《江汉日报》社、江汉公学向武汉三镇进发，至孝昌县花园镇集结。5月20日，在花园镇成立中国共产党湖北省委员会、湖北省人民政府、中国人民解放军湖北省军区，撤销中共江汉区党委、江汉行署、江汉军区。